# Elise Holst
Elise (Elisabeth Frederikke Margrethe) Holst, född Heger 1811, död 1891, var en dansk skådespelare.
Elise Holst var dotter till författaren Jens Stephan Heger och skådespelaren Eline Heger, gift 1834 med skådespelaren Wilhelm Conrad Holst. Hon debuterade på Det Kongelige Teater i Köpenhamn 1827. Hon hade utbildats av modern och spelade som denna mest hjältinneroller. Hon agerade i så kallad nyklassisk grekisk stil, porträtterade "kyska idealkvinnor" och beskrivs som en stor tragedienne. Hon var verksam till 1870.